# 유럽 유스 올림픽 페스티벌

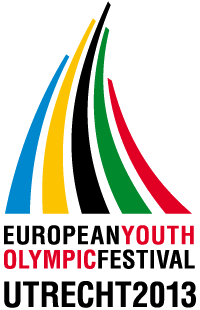

유럽 유스 올림픽 페스티벌(영어: European Youth Olympic Festival, EYOF)은 유럽 올림픽 위원회에 가입한 50개 회원국의 청소년 선수들이 참가하는 종합 경기 대회이다. 하계 대회, 동계 대회로 나누어 개최되며 2년에 한 번 열린다.
하계 대회는 1991년 벨기에 브뤼셀에서 처음 개최되었으며 동계 대회는 1993년 이탈리아 아오스타에서 개최되었다. 1991년부터 1999년까지는 유럽 유스 올림픽 데이스(European Youth Olympic Days)라는 이름을 사용했다. 대회 참가 자격은 14세부터 18세까지의 선수들에게 주어진다.

## 역대 대회

### 하계 대회
| 횟수  | 연도   | 개최 도시        | 개최국       | 개막일   | 폐막일   | 참가국 | 참가 인원 | 경기 종목 | 세부 종목       | 종합 1위 |
| ----- | ------ | ---------------- | ------------ | -------- | -------- | ------ | --------- | --------- | --------------- | -------- |
| I     | 1991년 | 브뤼셀           | 벨기에       | 7월 12일 | 7월 21일 | 33개국 | 2,084명   | 10개 종목 | 70개 세부 종목  | 프랑스   |
| II    | 1993년 | 팔켄스바르트     | 네덜란드     | 7월 3일  | 7월 9일  | 43개국 | 1,874명   | 10개 종목 | 86개 세부 종목  | 러시아   |
| III   | 1995년 | 바스             | 영국         | 7월 9일  | 7월 14일 | 47개국 | 1,709명   | 10개 종목 | 86개 세부 종목  | 영국     |
| IV    | 1997년 | 리스본           | 포르투갈     | 7월 18일 | 7월 24일 | 47개국 | 2,500명   | 10개 종목 | 86개 세부 종목  | 러시아   |
| V     | 1999년 | 에스비에르       | 덴마크       | 7월 10일 | 7월 16일 | 48개국 | 2,324명   | 11개 종목 | 84개 세부 종목  | 러시아   |
| VI    | 2001년 | 무르시아         | 스페인       | 7월 3일  | 7월 9일  | 48개국 | 2,500명   | 10개 종목 | 90개 세부 종목  | 러시아   |
| VII   | 2003년 | 파리             | 프랑스       | 7월 28일 | 8월 2일  | 48개국 | 2,500명   | 10개 종목 | 95개 세부 종목  | 러시아   |
| VIII  | 2005년 | 리냐노사비아도로 | 이탈리아     | 7월 3일  | 7월 8일  | 48개국 | 3,965명   | 11개 종목 | 109개 세부 종목 | 러시아   |
| IX    | 2007년 | 베오그라드       | 세르비아     | 7월 22일 | 7월 27일 | 48개국 | 3,000명   | 11개 종목 | 100개 세부 종목 | 러시아   |
| X     | 2009년 | 탐페레           | 핀란드       | 7월 19일 | 7월 26일 | 49개국 | 3,302명   | 9개 종목  | 109개 세부 종목 | 러시아   |
| XI    | 2011년 | 트라브존         | 튀르키예     | 7월 24일 | 7월 29일 | 49개국 | 3,138명   | 9개 종목  | 109개 세부 종목 | 러시아   |
| XII   | 2013년 | 위트레흐트       | 네덜란드     | 7월 14일 | 7월 19일 | 49개국 | 3,143명   | 9개 종목  | 111개 세부 종목 | 러시아   |
| XIII  | 2015년 | 트빌리시         | 조지아       | 7월 26일 | 8월 1일  | 50개국 | 3,304명   | 9개 종목  | 112개 세부 종목 | 러시아   |
| XIV   | 2017년 | 죄르             | 헝가리       | 7월 22일 | 7월 30일 | 50개국 | 2,500명   | 10개 종목 | 130개 세부 종목 | 러시아   |
| XV    | 2019년 | 바쿠             | 아제르바이잔 | 7월 20일 | 7월 28일 | 48개국 | 3,600명   | 10개 종목 | 135개 세부 종목 | 러시아   |
| XVI   | 2022년 | 반스카비스트리차 | 슬로바키아   | 7월 24일 | 7월 30일 | 50개국 | 3,000명   | 11개 종목 |                 |          |
| XVII  | 2023년 | 코페르           | 슬로베니아   | 7월 18일 | 7월 26일 | 50개국 |           | 10개 종목 |                 |          |
| XVIII | 2025년 | 브르노           | 체코         |          |          | 50개국 |           | 10개 종목 |                 |          |

### 동계 대회
| 횟수 | 연도   | 개최 도시                     | 개최국                  | 개막일   | 폐막일   | 참가국 | 참가 인원 | 경기 종목 | 세부 종목      | 종합 1위 |
| ---- | ------ | ----------------------------- | ----------------------- | -------- | -------- | ------ | --------- | --------- | -------------- | -------- |
| I    | 1993년 | 아오스타                      | 이탈리아                | 2월 7일  | 2월 10일 | 33개국 | 708명     | 5개 종목  | 17개 세부 종목 | 러시아   |
| II   | 1995년 | 안도라라벨랴                  | 안도라                  | 2월 4일  | 2월 10일 | 40개국 | 740명     | 4개 종목  | 17개 세부 종목 | 이탈리아 |
| III  | 1997년 | 순스발                        | 스웨덴                  | 2월 7일  | 2월 13일 | 41개국 | 991명     | 6개 종목  | 27개 세부 종목 | 러시아   |
| IV   | 1999년 | 포프라트-타트리               | 슬로바키아              | 3월 6일  | 3월 12일 | 40개국 | 819명     | 7개 종목  | 27개 세부 종목 | 러시아   |
| V    | 2001년 | 부오카티                      | 핀란드                  | 3월 11일 | 3월 15일 | 40개국 | 1,111명   | 7개 종목  | 28개 세부 종목 | 러시아   |
| VI   | 2003년 | 블레트                        | 슬로베니아              | 1월 25일 | 1월 31일 | 41개국 | 1,242명   | 7개 종목  | 28개 세부 종목 | 러시아   |
| VII  | 2005년 | 몽테                          | 스위스                  | 1월 23일 | 1월 28일 | 41개국 | 1,184명   | 8개 종목  | 35개 세부 종목 | 러시아   |
| VIII | 2007년 | 하카                          | 스페인                  | 2월 18일 | 2월 23일 | 43개국 | 1,284명   | 8개 종목  | 20개 세부 종목 | 러시아   |
| IX   | 2009년 | 실롱스크주                    | 폴란드                  | 2월 15일 | 2월 20일 | 47개국 | 1,615명   | 9개 종목  | 31개 세부 종목 | 러시아   |
| X    | 2011년 | 리베레츠                      | 체코                    | 2월 13일 | 2월 18일 | 44개국 | 1,492명   | 8개 종목  | 28개 세부 종목 | 독일     |
| XI   | 2013년 | 브라쇼브                      | 루마니아                | 2월 17일 | 2월 22일 | 45개국 | 1,465명   | 8개 종목  | 36개 세부 종목 | 러시아   |
| XII  | 2015년 | 포어아를베르크주 파두츠       | 오스트리아 리히텐슈타인 | 1월 25일 | 1월 30일 | 45개국 | 1,519명   | 8개 종목  | 30개 세부 종목 | 러시아   |
| XIII | 2017년 | 에르주룸                      | 튀르키예                | 2월 12일 | 2월 17일 | 34개국 | 646명     | 9개 종목  | 38개 세부 종목 | 러시아   |
| XIV  | 2019년 | 사라예보 & 이스토치노사라예보 | 보스니아 헤르체고비나   | 2월 9일  | 2월 16일 | 46개국 | 911명     | 8개 종목  | 32개 세부 종목 | 노르웨이 |
| XV   | 2022년 | 부오카티                      | 핀란드                  | 3월 20일 | 3월 25일 |        |           | 9개 종목  | 42개 세부 종목 |          |
| XVI  | 2023년 | 프리울리베네치아줄리아주      | 이탈리아                |          |          |        |           | 9개 종목  |                |          |
| XVII | 2025년 | 보르조미 & 바쿠리아니         | 조지아                  |          |          |        |           | 9개 종목  |                |          |

## 같이 보기
- 유러피언 게임